# Yorkshire Wolds Way
Le Yorkshire Wolds Way est un sentier de grande randonnée dans le Yorkshire, en Angleterre. Il parcourt 79 milles (127 km) de Hessle (Yorkshire de l'Est) à Filey (Yorkshire du Nord), dans les environs des Wolds du Yorkshire. Il rejoint le Cleveland Way (en), un autre sentier national, sur la péninsule de Filey Brigg (en). En 2007, le Yorkshire Wolds Way célèbre le 25e anniversaire de son ouverture officielle, qui a eu lieu le 2 octobre 1982. Il fait partie des National Trails.

## Parcours
Le Yorkshire Wolds Way traverse ou longe les localités suivantes :
| - Hessle - North Ferriby - Melton - Welton - Brantingham - South Cave - North Newbald - Goodmanham | - Market Weighton - Londesborough - Nunburnholme - Pocklington - Millington - Huggate - Fridaythorpe - Thixendale | - Wharram Percy (village médiéval déserté) - Wharram-le-Street - Wintringham - Sherburn - Potter Brompton - Ganton - Muston - Filey |

Les lieux indiqués en italique se trouvent légèrement à l'écart du sentier.

## Images

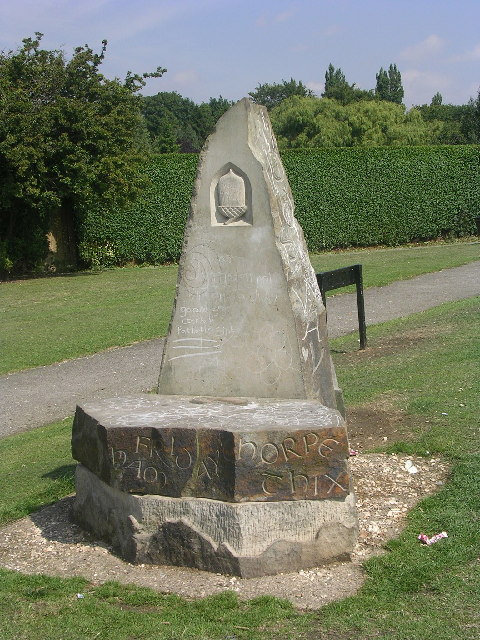
Borne au point de départ
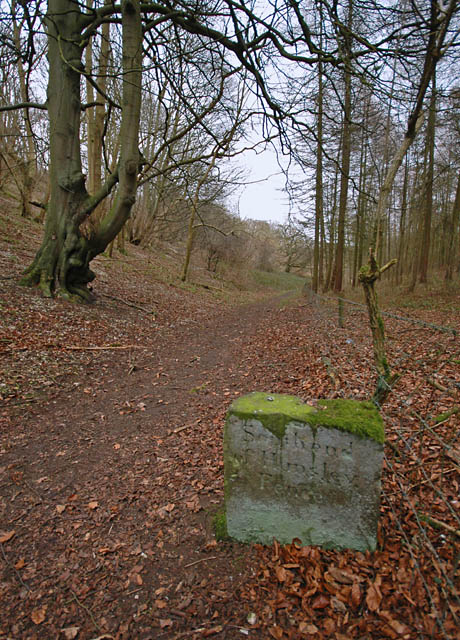
Une borne frontalière à East Dale
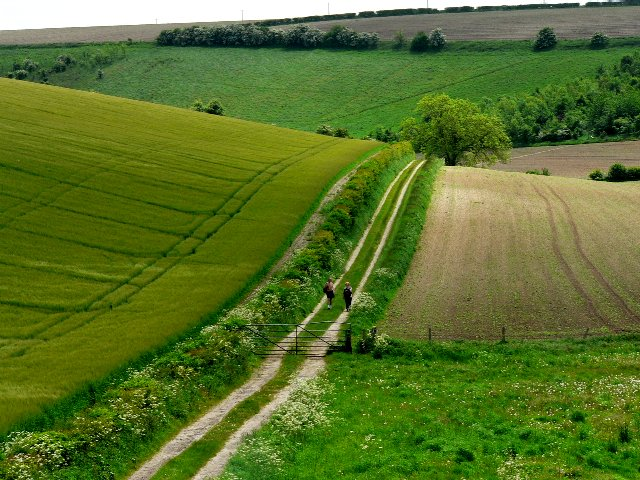
Le sentier près de North Newbald
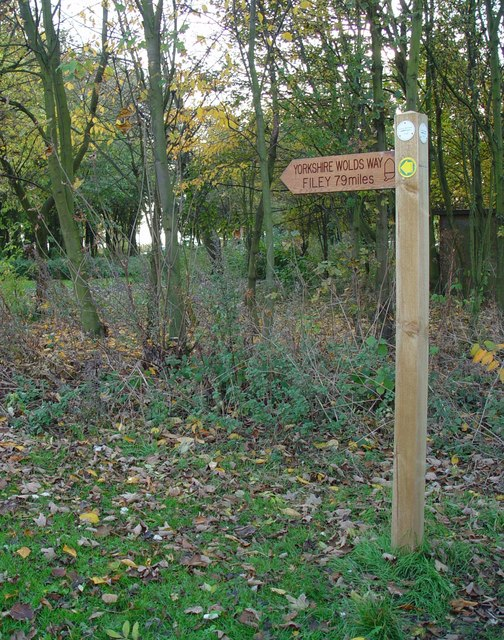
Un panneau indicateur au bord du sentier

## Documentaire de la BBC
En janvier 2017, la BBC diffuse Yorkshire Wolds Way, un documentaire en deux parties qui retrace le parcours du sentier. Le présentateur Paul Rose (en) décrit le Yorkshire Wolds Way comme « le sentier national de randonnée sans doute le plus méconnu de Grande-Bretagne ».